# Freihardt

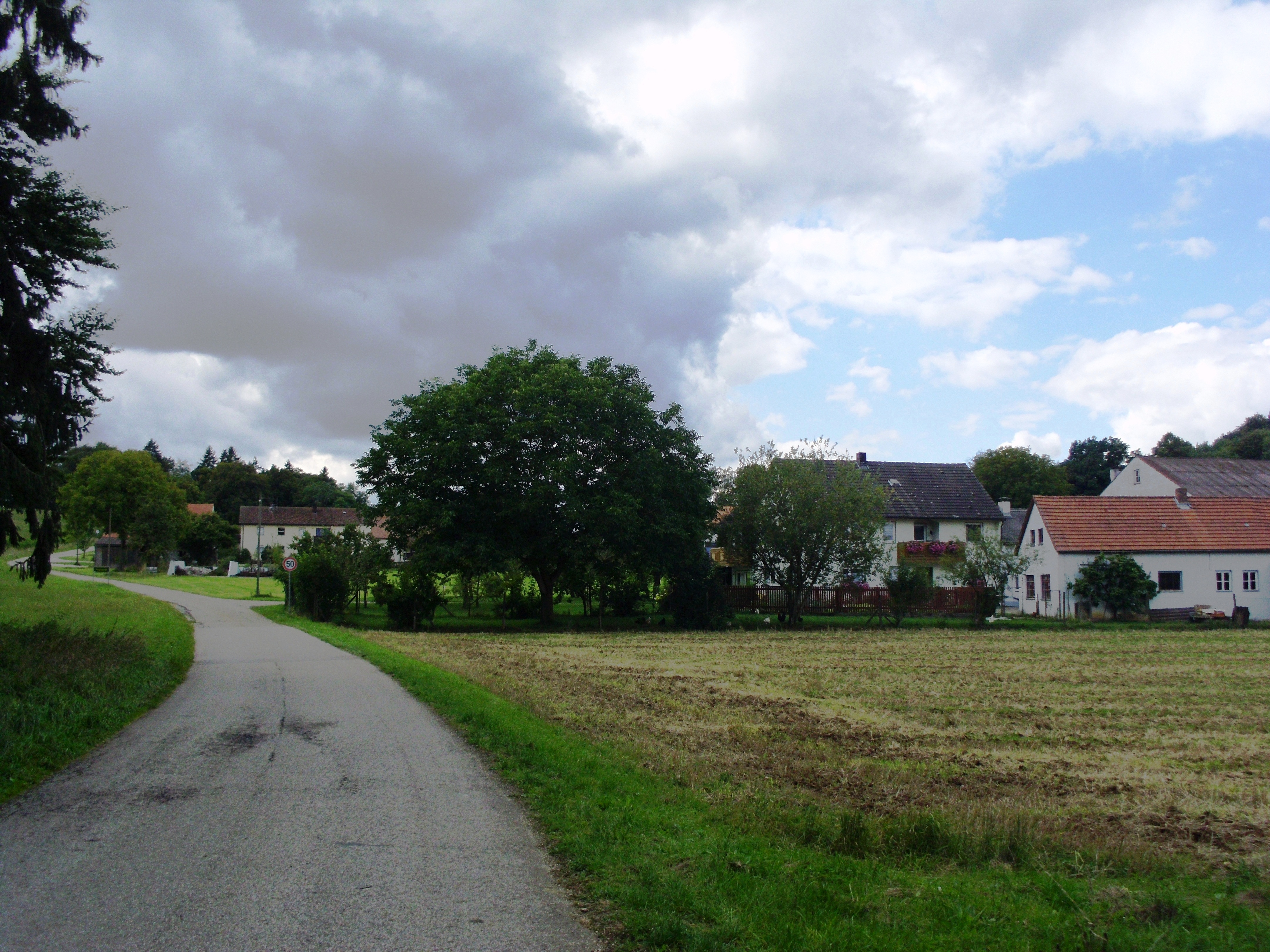
Freihardt

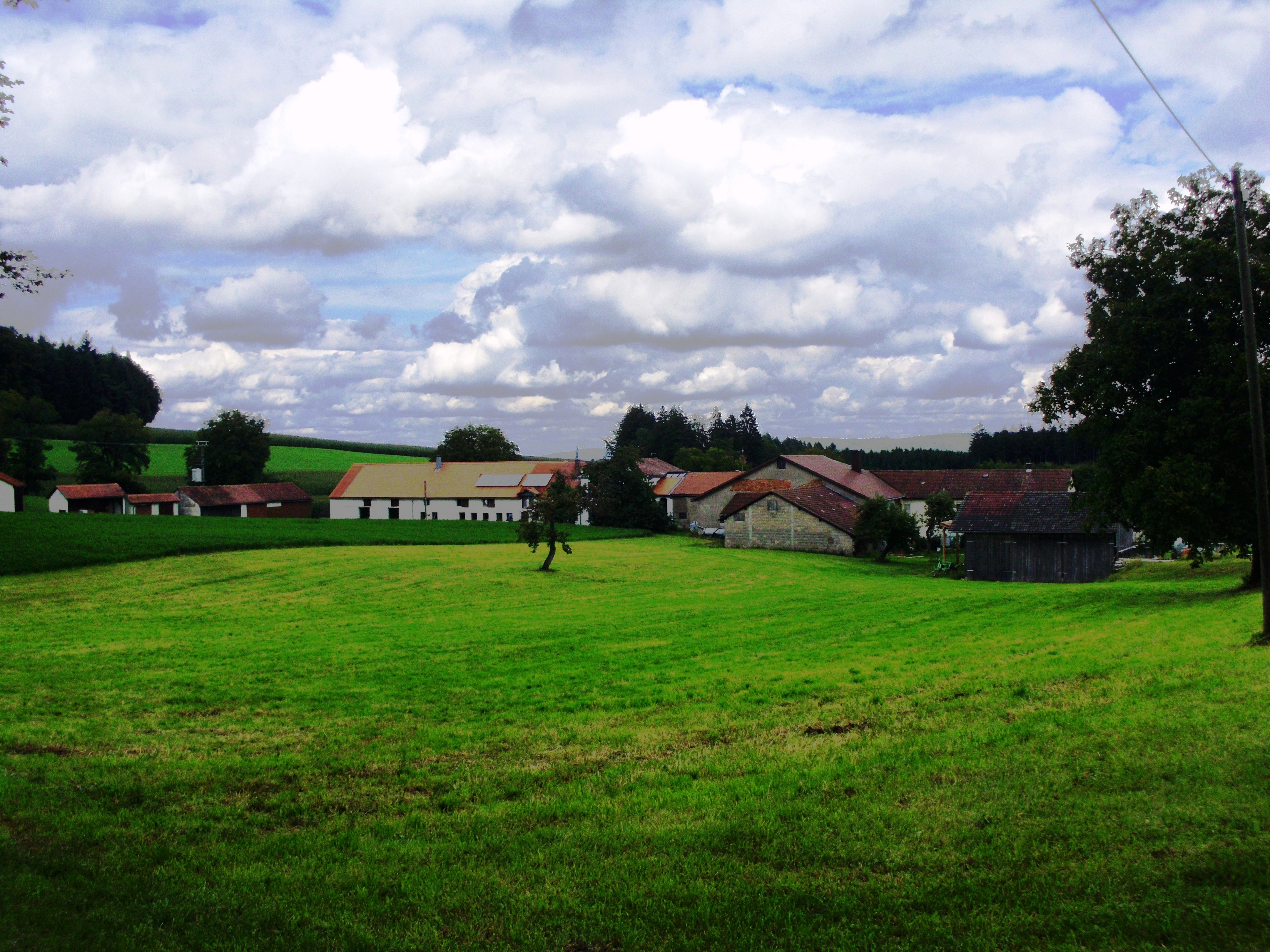
Freihardt

Freihardt ist ein Gemeindeteil der Stadt Treuchtlingen im Landkreis Weißenburg-Gunzenhausen (Mittelfranken, Bayern). Freihardt liegt in der Gemarkung Auernheim.

## Lage
Der Weiler liegt in der Südlichen Frankenalb in einer Geländemulde südöstlich von Auernheim und westlich des Treuchtlinger Gemeindeteils Oberheumödern der Gemarkung Windischhausen. Südlich befindet sich das Waldgebiet Grottenhof. Nördlich von Freihardt führt die Staatsstraße 2216 vorbei; von ihr zweigt, von Auernheim kommend, vor einem Sägewerk eine Gemeindeverbindungsstraße nach Freihardt ab. Etwa 1,2 Kilometer weiter östlich zweigt von der Staatsstraße eine weitere Zufahrtsmöglichkeit nach Freihardt ab.

## Ortsnamensdeutung
„Hart/Haard“ bedeutet unbebautes Land, eine Heide oder eine Weidetrift; „frei“ bedeutet, dass das Grundstück abgabenfrei war bzw. von den umliegenden Dörfern als Weideland frei nutzbar war.

## Geschichte
Auf einer Karte von 1735 ist die Freihardt als größeres Areal verzeichnet. 1796 genehmigte die Königlich-Preußische Kriegs- und Domänenkammer über das Kastenamt Heidenheim dem oettingschen Schutzverwandten Schuhmachermeister Johann Michael Kastenhuber von Windischhausen, sich in der unbewohnten „Frey Haardt“, einer Heidelandschaft mit Wacholdersträuchern und Birkenbüschchen, anzusiedeln und das Land zu kultivieren. Dies geschah noch im gleichen Jahr auf einer Fläche von circa zweieinhalb Morgen – nach vergeblichen Einsprüchen der umliegenden Gemeinden und Einzelgehöften. Sein Anwesen wurde später „Hartschuster“ (Schuster in der Haard) genannt; es ging 1807 von Elisa Kastenhuber auf Georg Friedrich Bauer über. Der überwiegende Teil der Freihardt blieb freies Weideland.
1802/03 wurde die Freihardt vermessen und versteint und in der Folge ihre 391 Morgen Land auf die benachbarten Gemeinden Windischhausen, Heunischhof, Siebeneichhof, Haghof, Ober- und Unterheumödern und Auernheim als Weidefläche aufgeteilt. 167 Morgen wurde für einen Gutsbetrieb reserviert, auf den der ältere Flurname „Freihardt“ schließlich überging. Dieses Land erhielt 1803 der preußische Leutnant Carl Valentin Freiherr von Lüttwitz zu Hartlieb in Schlesien (1779–1880) als Erbzinsgut. Er errichtete 1803/04 einen Ökonomiehof aus mehreren Gebäuden (Bestand 1810: 1 Wohnhaus – ein zweigeschossiger Bau in klassizistischen Formen –, 2 Flügelgebäude, 2 Scheunen, 1 Taglöhnerhaus) und machte das Land urbar, das als wenig fruchtbar, als „kalt“ galt. Am 24. Juli 1829 veräußerte er den Gutshof an den Heidenheimer Schulmeister Mathias Andrea.
Seit 1806 im Königreich Bayern, wurde Freihardt 1808 dem Steuerdistrikt Auernheim und 1810 sowie 1818 der Ruralgemeinde Auernheim im Landgericht Heidenheim zugeordnet.
Am 1. Juli 1972 wurde die Gemeinde Auernheim und damit auch Freihardt im Zuge der Gebietsreform in Bayern nach Treuchtlingen eingemeindet. 1984 bestand Freihardt aus drei landwirtschaftlichen Vollerwerbsbetrieben.

### Einwohnerzahlen
- 1824: 17 Einwohner, 1 Anwesen[10]
- 1837: (Nur „Hartschuster“-Anwesen): 1 Haus, 1 Familie, 5 Einwohner[13]
- 1856: (Nur „Hartschuster“-Anwesen): 1 Haus, 1 Familie, 8 Einwohner[13]
- 1861: 07 Einwohner, 5 Gebäude[14]
- 1950: 18 Einwohner, 3 Anwesen[10]
- 1961: 12 Einwohner, 2 Wohngebäude[15]
- 1987: 19 Einwohner[1]